# Phyto parafacialis
Phyto parafacialis är en tvåvingeart som beskrevs av Crosskey 1977. Phyto parafacialis ingår i släktet Phyto och familjen gråsuggeflugor. Inga underarter finns listade i Catalogue of Life.